# Jean Delespine (architecte)
Pour les articles homonymes, voir Jean Delespine.
Jean Delespine ou Jehan de L'Espine (1505-1576), architecte angevin de la Renaissance.

## Biographie
Jean Delespine fut un architecte de renom. La Renaissance en Anjou doit beaucoup à la production artistique et architecturale de ce maître en bâtiment. On lui attribue aujourd’hui une quarantaine d’œuvres, presque toutes situées dans l’ancienne province d’Anjou.
Jean Delespine fut, à ses débuts, l'élève de Jean Mariau, architecte à Angers, auquel il succède, en 1535, comme "Commissaire des œuvres et réparations de la ville" d'Angers.
Jean Delespine fut chargé d’importants aménagements urbains. Il travailla sous les directions d'une succession de maires, parmi lesquels Jean de Pincé, Pierre Poyet et René Ayrault.
Ses fonctions officielles furent à l’origine de contacts avec le contrôleur général des Bâtiments de France, Philibert Delorme, grand architecte de la Renaissance (les Tuileries, château d'Anet) attaché à l’Anjou comme abbé commendataire de l'Abbaye Saint-Serge d'Angers.
En 1571, Jean Delespine cessa ses fonctions de commissaire des œuvres de la ville.
En 1576, Jean Delespine meurt dans sa propriété de la rue Beaurepaire à Angers. Son corps repose dans l’église voisine du couvent des Carmes. Sa tombe portait une épitaphe à la gloire de ses talents d’architecte : "... mais qui n’admireroit ta hardie entreprise / de ta brave lanterne au pignon de l’église / posée en l’air si hault entre deux piramides / dont les poincts eslevez touchent aux nues liquides / ...".
Bruneau de Tartifume rapporte également quelques extraits de cette épitaphe : "On cognoist l'arbre au fruit, l'ouvrier à l'ouvrage / les tiens portent assez, L'Espine, tesmoignage / De l'excellent esprit dont Dieu t'avoit pourveu / quand parmi les plus grands en crédit on téa veu / ...".

## Œuvres
- Cathédrale Saint-Maurice d’Angers. En 1533, le clocher de la tour médiane prit feu. Le maître Jehan de L'Espine fut chargé de la reconstruction du campanile. Il construit la galerie abritant les statues de saint Maurice et de ces chevaliers compagnons entre les bases des tours de la façade occidentale. Les statues furent sculptées par Jean Giffard et Antoine Desmarais[3].
- Tombeaux et enfeus des évêques Jean Olivier et Jean du Mas dans la cathédrale d'Angers.
- Château d'Ancenis ;
- Château de La Flèche ;
- Château de Serrant ;
- Château de Valençay[4] ;
- Le château d'origine devenu collège de jésuites, et actuellement école militaire du Prytanée national militaire de La Flèche ;
- Le logis Pincé à Angers[5] ;
- Le palais d'Angers, siège du présidial d'Angers ;
- L'aménagement d'un nouveau port fluvial à Angers sous la municipalité du maire René Ayrault qui laissera son nom à cette réalisation : le port Ayrault ;
- Modernisation des fortifications angevines et création de deux portes monumentales d'entrées de ville ;
- Construction de la tour-clocher de la cathédrale Saint-Louis de Blois (supposée) ;
- Reconstruction d'une aile du cloître de l'hôpital Saint-Jean d'Angers, actuellement musée Jean-Lurçat ;
- Construction du clocher Renaissance des Rosiers-sur-Loire ;
- Construction du pont de Durtal ;
- Réalisation de tombeaux, églises, manoirs, hôtels particuliers, fontaines, etc.

## Galerie de photographies
Quelques-unes des œuvres de l'architecte angevin Jean Delespine

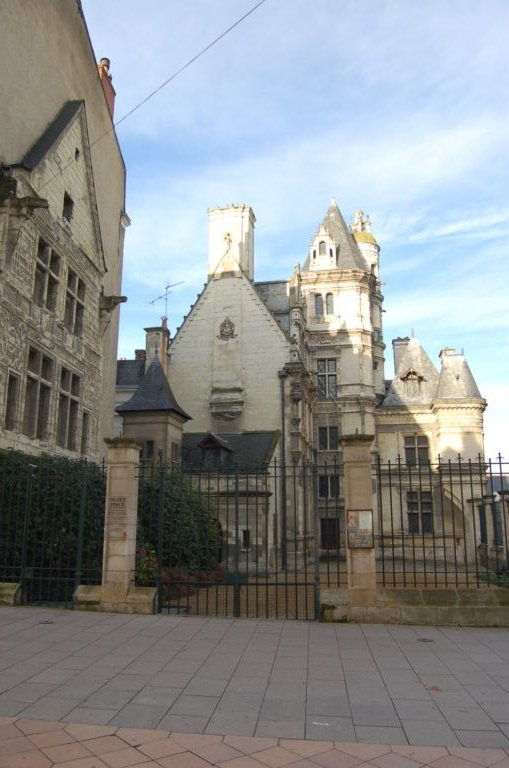
Le logis Pincé à Angers
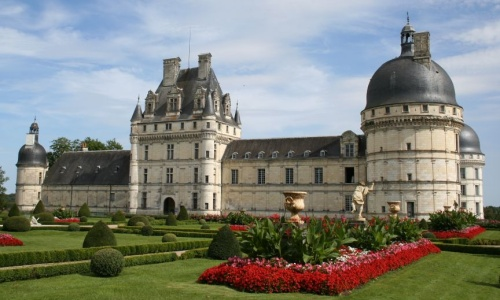
Le château de Valençay
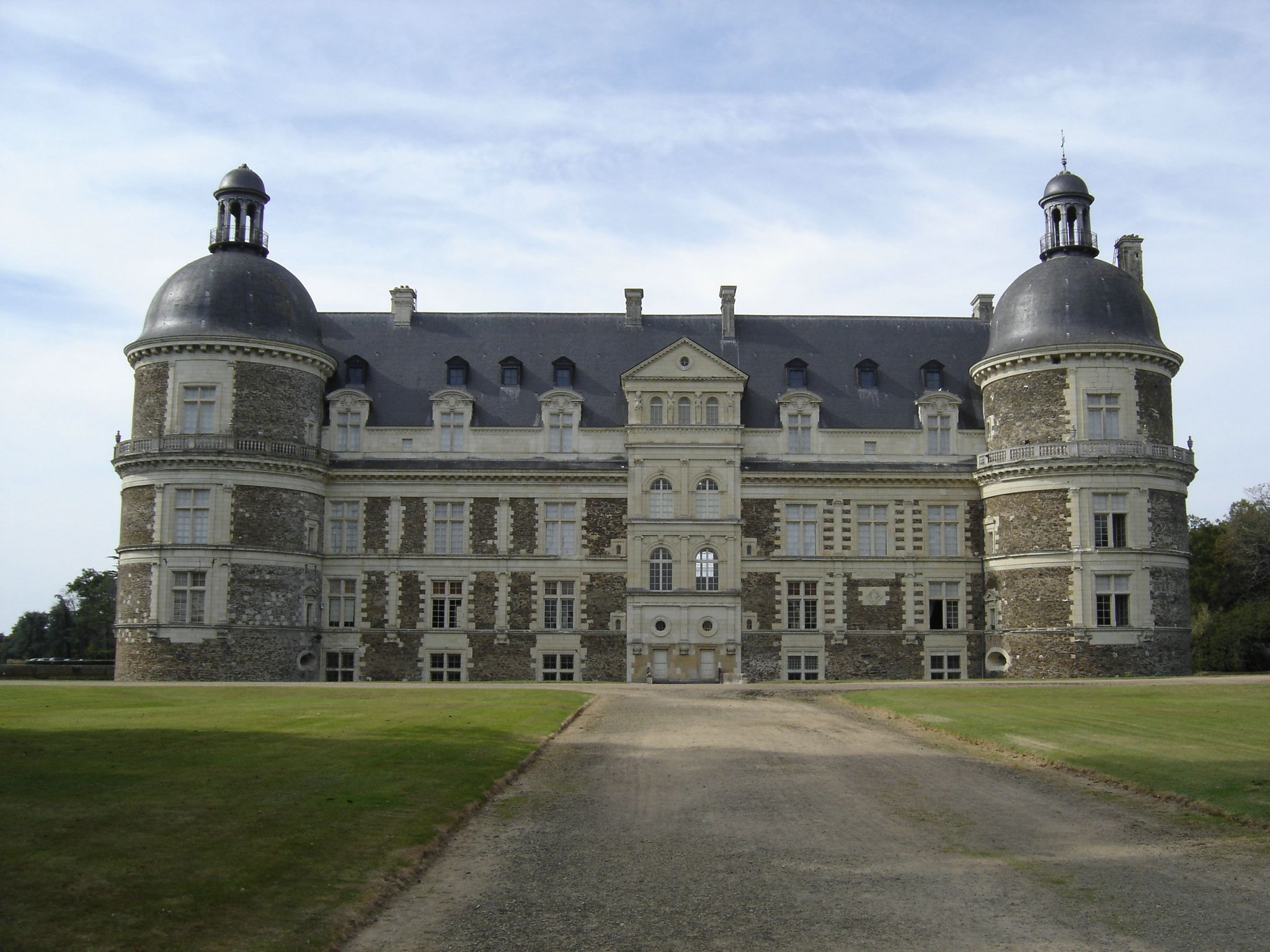
Le château de Serrant
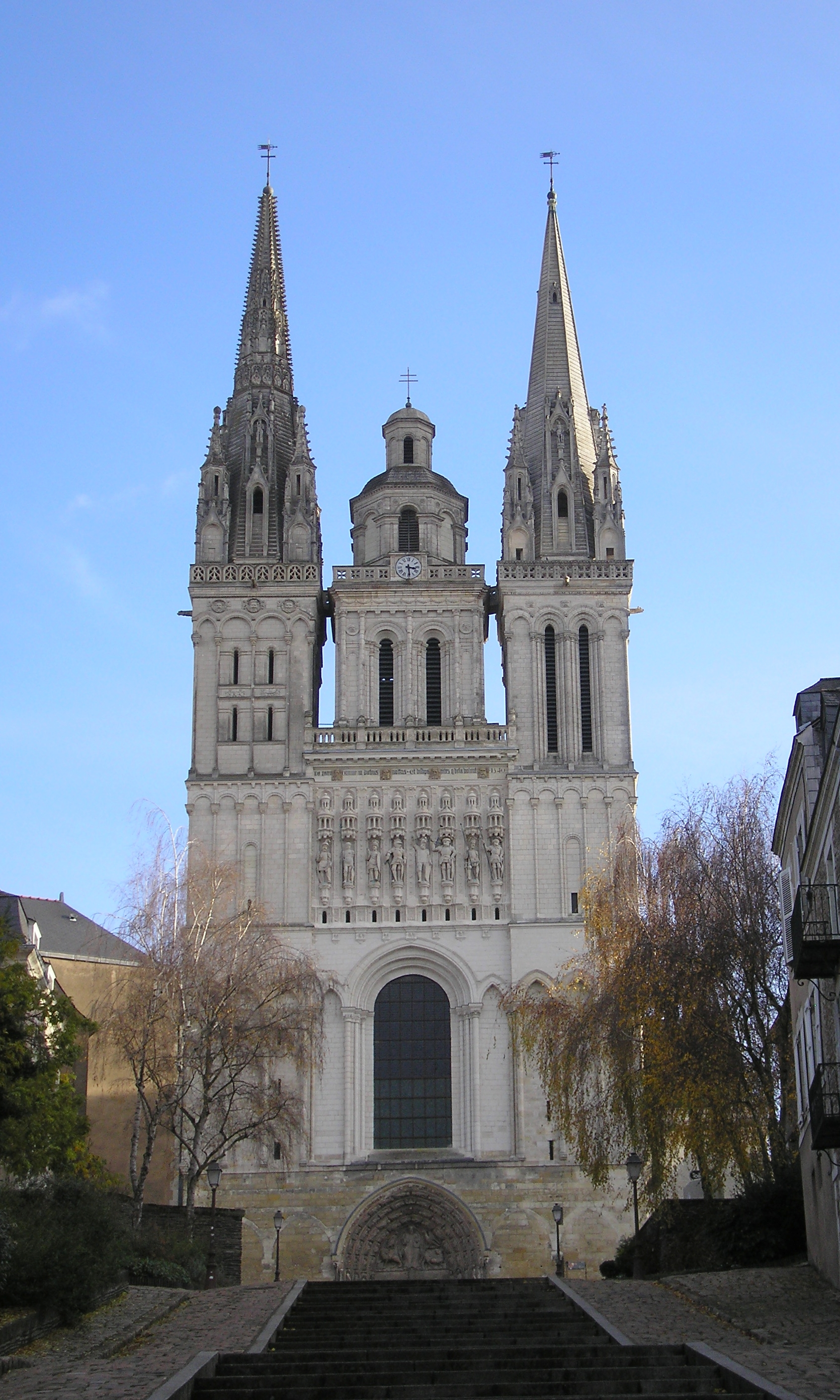
Le campanile de la cathédrale Saint-Maurice d'Angers